# Rasbora steineri
Rasbora steineri е вид лъчеперка от семейство Шаранови (Cyprinidae).

## Разпространение
Видът е разпространен във Виетнам, Китай (Гуандун, Гуанси и Хайнан) и Лаос.